# بيتر هايد
بيتر هايد (بالإنجليزية: Peter Hide)‏ هو نحات وفنان بريطاني، ولد في 1944 في كارشالتون في المملكة المتحدة.